# 多花大黄连刺
多花大黄连刺（学名：Berberis centiflora）为小檗科小檗属的植物，为中国的特有植物。分布于中国大陆的云南等地，生长于海拔1,850米至2,700米的地区，见于山谷路旁，目前尚未由人工引种栽培。